# Caroline De Bock
Caroline De Bock (Verviers, 4 oktober 1992) is een Belgisch marxistisch politica voor de PTB.

## Levensloop
De Bock behaalde een master in genderstudies aan de ULB en werd beroepshalve lerares in het lager onderwijs. Tijdens haar studententijd was ze leidster van de PVDA-studentenbeweging Comac en nam ze deel aan de bezetting van de Campus de la Plaine, uit protest tegen de verkoop van groene zones aan privépromotoren.
Vanaf 2018 was ze gemeenteraadslid van Elsene. Bij de verkiezingen van mei 2019 werd ze eveneens verkozen in het Brussels Hoofdstedelijk Parlement.
In februari 2022 nam De Bock ontslag uit haar mandaten van gemeenteraadslid en Brussels Hoofdstedelijk Parlementslid naar aanleiding van haar verhuis naar Kortrijk, waar ze aan de slag ging bij de plaatselijke PVDA-afdeling. Ook werd ze medewerker bij ManiFiesta, een links festival dat mede door PVDA georganiseerd wordt. 